# Бенке
Бенке (фр. Benquet) насеље је и општина у југозападној Француској у региону Аквитанија, у департману Ланд која припада префектури Мон де Марсан.
По подацима из 2011. године у општини је живело 1512 становника, а густина насељености је износила 51,55 становника/km². Општина се простире на површини од 29,33 km². Налази се на средњој надморској висини од 60 метара (максималној 91 m, а минималној 46 m).

## Демографија
| 1962. | 1968. | 1975. | 1982. | 1990. | 1999. | 2011. |
| ----- | ----- | ----- | ----- | ----- | ----- | ----- |
| 858   | 828   | 1.039 | 1.154 | 1.240 | 1.291 | 1.512 |

График промене броја становника у току последњих година